# Картер, Ник
Ни́колас Джин Ка́ртер (англ. Nicholas Gene Carter; род. 28 января 1980, Джеймстаун, Нью-Йорк, США) — американский певец, музыкант, актёр, участник группы Backstreet Boys. Он также выпустил два сольных альбома: «Now or Never» (2002) и «I’m Taking Off» (2011).

## Детство
Ник Картер родился в городе Джеймстаун в штате Нью-Йорк в семье Роберта Джина Картера (1952 — 2017) и Джейн Элизабет Сполдинг. Его отец работал водителем грузовика. Позже семья купила бар под названием «Yankee Rebel». Через несколько лет семья переехала в Раскин в штате Флорида. Его родители держали дом престарелых, одновременно занимаясь прибавлениями в семье. Картер — старший из пяти детей в семье, всего у него было три сестры и один брат: сёстры Бобби Джин (1982 — 2023) и Лесли (1986 — 2012), брат и сестра-близнецы Аарон (1987 — 2022) и Эйнджел (род. 1987).

## Карьера

### Ранние годы
В начале 90-х годов Ник проходил многочисленные прослушивания, снимался в рекламе. Будучи подростком, Ник перевёлся на домашнее обучение, чтобы уделять большее внимание своей карьере. В 1989 году он проходил прослушивание для популярного телевизионного шоу «Клуб Микки Мауса». В 1990 году Ник появился в небольшой роли в фильме «Эдвард Руки-ножницы».
В юности Ник исполнял кавер-версии различных популярных песен. Некоторые из этих записей были выпущены в альбоме Before the Backstreet Boys 1989–1993 в 2002 году.
В мае 1992 года из объявления в местной газете стало известно о кастинге молодых людей в возрасте от 12 до 18 лет в вокальную группу. Ник, наряду с Эй Джеем Маклином и Хауи Дороу, стал одним из первых участников группы Backstreet Boys, кем и является до сегодняшнего момента.

### Backstreet Boys
Ник наряду с Эй Джей Маклином и Хауи Дороу стал одним из первых участников группы. Позже к ним присоединились Кевин Ричардсон и Брайан Литтрелл. В начале карьеры группа не была популярна в Штатах, несмотря на популярность их первого сингла на радиостанциях города Орландо. Поэтому группа решила попробовать свои силы в Европе, где их популярность стала набирать обороты. Они выпустили четыре альбома: «Backstreet Boys», «Backstreet’s Back», «Millennium» и «Black & Blue». За ними последовал сборник хитов «Greatest Hits — Chapter One». После трёхлетнего перерыва в карьере Backstreet Boys выпустили альбом «Never Gone». В 2007 году группу покинул Кевин Ричардсон. Став квартетом, группа выпустила альбомы «Unbreakable» и «This Is Us». В 2011 году Backstreet Boys отправились в совместный тур с группой New Kids on the Block. В данный момент группа в оригинальном составе записывает новый альбом, посвящённый 20-летию группы. Продажи альбомов Backstreet Boys составляют около 130 миллионов экземпляров.

### Сольная карьера
Ник является совладельцем компании N-Control Management с 2000 года. Также он является менеджером альтернативной рок-группы Break Out.
В 2002 году, во время перерыва в карьере группы, Ник стал первым из участников Backstreet Boys, выпустившим сольный альбом. «Now Or Never» был прохладно воспринят критиками, но приобрёл статус золотого в США и Канаде. Альбом занял 17 место в хит-параде Billboard 200. После своего первого сольного тура, Ник приступил к работе над своим следующим альбомом, но его запись была прервана, когда Backstreet Boys вернулись в студию. Одна из записанных в студии песен, «Let it go», была позже использована для реалити-шоу «Дом Картеров».
Ник совместно со своим давним другом Томми Ли записал в 2005 году песню «Say Goodbye» (с англ. — «Скажи прощай») для альбома «TommyLand: The Ride». В 2009 году Ник совместно с американской певицей Дженнифер Пейдж записал дуэт «Beautiful lie» (с англ. — «Прекрасная ложь»). Песня доступна в интернет-магазине iTunes с 20 ноября 2009 года. Она заняла 19 место в немецком чарте. Летом-осенью 2010 года Ник работал в студии, завершая работу над сольным альбомом. «I’m Taking Off» (с англ. — «Я взлетаю») был выпущен в 2011 году в Японии, Германии и США. В июне 2011 года альбом занял 8 место в хит-параде Японии с продажами более 20 тыс. экземпляров.

### Кино и телевидение
В 2004 году Ник сыграл одну из главных ролей в фильме ужасов «Возвращение в сонную лощину», а также появился в эпизодической роли в фильме «Остров монстров». В октябре 2006 года Ник, его брат и сестры начали сниматься в реалити-шоу «Дом Картеров» (англ. House of Carters). Семья воссоединилась под одной крышей первый раз за долгое время. Их попытки начать жизнь «с чистого листа», ужиться друг с другом и сгладить противоречия были показаны перед многомиллионной аудиторией. Всего было снято 8 эпизодов. Съёмки второго сезона не планируются.
Ник снялся в независимом фильме «Небесный форсаж» в 2007 году. Его выпуск был изначально запланирован на 2008 год, однако фильм был выпущен в прокат в 2010 году. Картер также выступил в качестве режиссёра и актёра короткометражного фильма «Кулон» (англ. The Pendant) в 2010 году.

## Личная жизнь
B 2000 году Ник вошёл в список «50 самых красивых людей планеты» журнала People и стал «Самым сексуальным мужчиной в мире» по версии журнала CosmoGirl в 2002 году. 
С 12 апреля 2014 года женат на актрисе и фитнес-эксперте Лорен Китт, с которой он встречался 5 лет до их свадьбы. У супругов есть сын — Один Рейн Картер (род.19.04.2016) и две дочери — Сирша Рейн Картер (род.02.10.2019) и Пёрл Картер (род.21.04.2021).
В список бывших девушек Ника Картера попали многие знаменитости мира шоу-бизнеса: певица и модель журнала Playboy Уилла Форд (1998—2001), Пэрис Хилтон (декабрь 2003 — июль 2004), звезда журнала Playboy Дэлин Кёртис, поп-певица Мэнди Мур.
В 2002 году команда Ника Картера по водно-моторному спорту выиграла чемпионат мира в своём классе. 
Также Ник является сертифицированным дайвером.

### Проблемы со здоровьем
В интервью журналу People Картер признался, что вёл нездоровый образ жизни, а также пристрастие к алкоголю и наркотикам сильно подорвало его здоровье. В июле 2008 года ему был поставлен диагноз «кардиомиопатия».

### Благотворительность
Ник посвящает много сил борьбе за здоровье окружающей среды и мировых океанов. Певец возглавлял компанию по спасению океанов в рамках благотворительного фонда «Just Within Reach» его коллеги по группе, Кевина Ричардсона. В 2007 году он был объявлен послом «Международного Года Дельфина». Он также занимался Программой ООН по окружающей среде и Международной программой помощи коралловым рифам.

## Фильмография
| Год  |     | Русское название                                 | Оригинальное название                            | Роль               |
| ---- | --- | ------------------------------------------------ | ------------------------------------------------ | ------------------ |
| 1990 | ф   | Решение                                          | Judgment                                         | не указан в титрах |
| 1990 | ф   | Эдвард Руки-ножницы                              | Edward Scissorhands                              | соседский мальчик  |
| 1998 | с   | Сабрина — маленькая ведьма                       | Sabrina, the Teenage Witch                       | в роли самого себя |
| 2002 | мс  | Артур                                            | Arthur                                           | в роли самого себя |
| 2002 | с   | Американские мечты                               | American dreams                                  | Джей Блэк          |
| 2003 | с   | 8 простых правил для друга моей дочери-подростка | 8 Simple Rules... for Dating My Teenage Daughter | Бен Хэтчер         |
| 2006 | с   | Дом Картеров                                     | House of Carters                                 | в роли самого себя |
| 2004 | тф  | Возвращение в сонную лощину                      | The Hollow                                       | Броди              |
| 2004 | ф   | Остров монстров                                  | Monster Island                                   | в роли самого себя |
| 2010 | ф   | Небесный форсаж                                  | Kill Speed                                       | Форман             |
| 2010 | кор | Кулон                                            | The Pendant                                      | Барретт            |
| 2012 | с   | 90210: Новое поколение                           | 90210                                            | в роли самого себя |

## Дискография
См. также Дискография Backstreet Boys

### Студийные альбомы
- 2002: Now or Never
- 2002: Before The Backstreet Boys 1989-1993
- 2011: I'm Taking Off
- 2015: All American

### Синглы
- Help Me (2002)
- Do I Have To Cry For You (2002)
- I Got You (2003)
- Beautiful Lie — дуэт с Дженнифер Пейдж (2009)
- Just One Kiss (2011)
- Love Can’t Wait (2011)
- I’ll Wait (2015)